# سباستین شیمانسکی
سباستین شیمانسکی (انگلیسی: Sebastian Szymański؛ زادهٔ ۱۰ مهٔ ۱۹۹۹) بازیکن فوتبال اهل لهستان است.
از باشگاه‌هایی که در آن بازی کرده‌است می‌توان به باشگاه فوتبال لگیا ورشو و باشگاه فوتبال دینامو مسکو اشاره کرد.
وی همچنین در تیم‌های ملی فوتبال زیر ۱۶ سال لهستان، زیر ۱۷ سال لهستان، زیر ۱۸ سال لهستان، زیر ۱۹ سال لهستان، زیر ۲۱ سال لهستان و لهستان بازی کرده‌است. شیمانسکی در حال حاضر در باشگاه فنرباحچه ترکیه، تحت نظر سرمربی افسانه‌ای دنیای فوتبال ژوزه مورینیو کار می‌کند.
از مهم‌ترین ویژگی‌های بازی او دوندگی‌بی‌امان و در خدمت تیم بودن است.‌او بازیکنی چند پسته، آرام و‌در اختیار تیم است. ژوزه مورینیو در یکی از کنفرانس های مطبوعاتی بعد از بازی در ترکیه گفته بود: کاش در تیم فنر باغچه یک شیمانسکی دیگر‌بود. 